# Храм Светог Василија Острошког у Усори
Храм Светог Василија Острошког у Усори, насељеном месту на територији града Добоја, припада Епархији зворничко–тузланској Српске православне цркве.

## Историјат
Усорска парохија у Добоју је основана 2007. године, чини је део града Добоја, Улица добојских бригада и делови улица Николе Тесле, Рашке, Милоша Обилића и Видовданске.
Храм Светог Василија Острошког у Усори је димензија 20×8 метара. Градња је почела 25. априла 2009. године, а освештао га је 9. маја 2010. епископ зворничко-тузлански Василије Качавенда. Земљиште на којем су подигнути храм и парохијски дом су даровали општина Добој (18.300 m²) и Даница Цвитановић из Усоре (6200 m²).